# Ренесанс (гурт)
Ренесанс  — український рок-гурт.

## Історія
Гурт «PEHECAHC» утворений 24 червня 1998 року зусиллями чотирьох молодих людей, що знайшли інтерес у спільній музичній діяльності…
Початковий склад (1998 рік):
- Олександр Горбатюк — вокал, гітара, бас;
- Олександр Дуліч — барабани;
- Сергій Попруга — вокал, гітара, бас;
- Сергій 2B — вокал, гітара.

Команда являла собою зовсім різношерсту публіку, що, проте, спочатку сприяло творчому завзяттю. Початковим етапом розвитку групи були акустичні проекти, авторами яких виступали Олександр Горбатюк — («Потерял я ум»), Сергій Попруга — («В который уж раз…») і Сергій 2B — («Если ты уйдешь», «Осень», «С пулей в голове»). На кінець 1998 року припадає перехід до електроінструментів і повноцінних репетицій на сцені.
«PEHECAHC» (1999 рік):
- Олександр Дуліч — барабани;
- Сергій Попруга — вокал, гітара, бас;
- Сергій 2B — вокал, гітара, бас.

На превеликий жаль інших учасників, Олександр Горбатюк припиняє музичну діяльність у групі. У результаті наполегливих пошуків, напрямком був обраний арт-рок. Рік творчої діяльності завершився першим публічним виступом групи 28 червня 1999 року в кінотеатрі міста Ірпінь, на концерті, присвяченому Дню Конституції («Добро и Зло», «Ты просто дрянь!», «Леди-металл» — всі Сергій Попруга). Переживши кадрові перестановки, склад групи оновився.
«PEHECAHC» (2000 рік):
- Олександр Дуліч — барабани;
- Олеся Дубицька — вокал;
- Сергій Попруга — вокал, гітара.

Сергій «2B» зосереджує увагу на сольних проектах, а вокалісткою стала Олеся Дубицька. Характерною рисою творчості даного періоду стало пом'якшення звучання й постійний пошук тематики. І знову групу осягають кадрові зміни…
«PEHECAHC» (2001 рік):
- Олександр Дуліч — барабани;
- Євген Мейта - вокал;
- Сергій Попруга — вокал, гітара.

Зміна творчих орієнтирів зробила рокіровку в стані вокалістів. Фронтменом групи стає Євген Мейта. 21 січня 2001 року відбувся перший сольний концерт групи в ЦБК м. Ірпінь і зібрав рівно 67 глядачів. Басом управляв запрошений Дмитро Бородін. Виконувалося 8 композицій: «Взлетев однажды», «Вокруг зима», «Царство вечного молчания», «Птица-ночь», «День наших побед», «Когда ты плачешь одна», «День и ночь» — всі Євген Мейта; «Леди-металл» — Сергій Попруга.
«PEHECAHC» (2002 рік):
- Михайло Борисов — гітара, вокал;
- Олександр Дуліч — барабани;
- Сергій Попруга — бас;
- Юрій Трофімов — гітара.

Але й це були не останні перестановки в складі. Наприкінці червня 2001 року група змушена була відмовитися від співробітництва з вокалістом, оскільки творчі й професійні розбіжності всередині колективу не сприяли плідним репетиціям. Новим гітаристом групи стає Михайло Борисов, а обов'язки вічно відсутнього басиста покладають на Сергія Попругу.
Восени 2001 року, після прослуховування декількох кандидатів на посаду гітариста, у колективі з'являється Юрій Трофімов.
«PEHECAHC» (2003 рік):
- Михайло Борисов — гітара, вокал;
- Олександр Дуліч — барабани;
- Леонід Матата — гітара;
- Дмитро Окаренков — гітара;
- Сергій Попруга — бас;

З лютого 2003 року замість одного гітариста (Юрія Трофімова) в групі з'являється одразу двоє: Дмитро Окаренков і Леонід Матата.
«PEHECAHC» (2004 рік):
- Юрій Бондаренко — вокал;
- Михайло Борисов — гітара;
- Леонід Матата — барабани;
- Дмитро Окаренков — гітара;
- Сергій Попруга — бас;

У 2004 році група залишається без свого незмінного барабанщика Олександра Дуліча. Оперативно перекваліфіковується Леонід Матата і доволі успішно справляється з новими обов'язками. А вже незабаром до складу увійшов новий вокаліст — Юрій Бондаренко. Це був досить тривалий відрізок часу з незмінним складом.
«PEHECAHC» (2010 рік):
- Юрій Бондаренко — вокал;
- Михайло Іванов — баян, бек-вокал;
- Андрій Журавльов — труба
- Дмитро Окаренков — гітара;
- Сергій Підсосонний — тромбон
- Сергій Попруга — бас;
- Олексій Шаповал — барабани;

Кінець 2009 — початок 2010 років став ще одним переломним періодом в житті гурту. Склад покинули гітарист Михайло Борисов та барабанщик Леонід Матата. Натомість до гурту долучилися клавішник-баяніст Михайло Іванов, барабанщик Олексій Шаповал, трубач Андрій Журавльов та тромбоніст Сергій Підсосонний. В такому складі гурт існує по сьогоднішній день.

## Фестивалі та концерти за участю гурту
- 1999 - «Ірпінські джерела» (Ірпінь)
- 2002 - «Ірпінський рок-фестиваль» (Ірпінь)
- 2002 - «Київщина молода» (Київська область) – ІІІ місце у номінації рок-гурти
- 2003 - «Вой на воді» (Ірпінь)
- 2004 - «Рок осінь» (Ірпінь)
- 2005 - «Прем’єра» (Херсон)
- 2005 - «Серце України» (Херсон) – лауреат
- 2005 - «МузЕнтропія» (Вінниця)
- 2006 - «Buslav-FEST» (Богуслав, Київська область)
- 2006 - «МузЕнтропія» (Жмеринка)
- 2006 - «Музичний острів» (Харків) – фіналіст
- 2006 - «Слов'янський Рок-1» (Київ)
- 2006 - «МузЕнтропія» (Вінниця)
- 2007 - «Рок-фабрика» (Москва)
- 2007 - «Слов'янський Рок-2» (Київ) - переможець
- 2007 - «БарРокКо» (Бар, Вінницька область)
- 2007 - «Слов'янський Рок-3» (Київ) – почесний гість
- 2008 - «Open Mic Night» (Київ) – фіналіст
- 2008 - «Слов'янський Рок-4» (Київ) – почесний гість
- 2009 - «Вольниця Big Metal Fest» (Дніпродзержинськ)
- 2009 - «Слов'янський Рок-5» (Київ) – почесний гість
- 2010 - «Слов'янський Рок-6» (Київ) – почесний гість
- 2010 - «Знай наших фест» (Гостомель)
- 2010 - «Правильний Рок» (Київська область)
- 2010 - «Слов'янський Рок-7» (Київ) – почесний гість
- 2010 - «Global Мост» (Ірпінь)
- 2010 - «Млиноманія» (Вінницька область)
- 2010 - «Черрокі» (Чернігів)
- 2010 - «ГогольFest» (Київ)
- 2010 - «Козацькі звитяги» (Київська область)
- 2010 - «Слов'янський Рок-8» (Київ) – почесний гість
- 2011 - «День Землі» (Київ)
- 2011 - «Слов'янський Рок-9» (Київ) – почесний гість
- 2011 - «У-Рок» (Одеська область) - ІІ місце
- 2011 - «Global Мост» (Ірпінь)
- 2011 - «Прем’єра» (Херсонська область)
- 2011 - «Підкамінь» (Львівська область)
- 2011 - «Славське Рок» (Львівська область)
- 2011 - «Меджибіж» (Хмельницька область)
- 2011 - «Сесія» (Ніжин) - почесний гість
- 2012 - «Ліс Рук» (Ірпінь)
- 2012 - «Рок Булава» (Коростень)
- 2012 - «Трипільські зорі» (Черкаси)
- 2012 - «Яхт Фест» (Вишгород)
- 2012 - «Україна Музика Європа» (Київ)
- 2012 - «Горлиця» (Рівенська область)
- 2012 - Міжнародний гуцульський фестиваль (Івано-Франківська область)
- 2013 - «Слов'янський Рок-10» (Київ) – почесний гість
- 2013 - Міжнародний фестиваль «Рок-Булава» (Вінниця)
- 2013 - Байк рок-фестиваль «Мотодесант» (Євпаторія)
- 2013 - «Трипільські зорі» (Черкаси)
- 2013 - Етнічно-мистецький фестиваль «Печенізьке поле» (Харківська область)
- 2014 - «Трипільські зорі» (Черкаси)
- 2014 - «Трипільське коло» (Київська область)

## Склад
- Юрій Бондаренко — вокал, хореографія
- Михайло Іванов — баян, клавішні, бек-вокал
- Андрій Журавльов — труба
- Дмитро Окаренков — гітара
- Сергій Підсосонний — тромбон
- Сергій Попруга — бас
- Олексій Шаповал — барабани

## Альбоми та збірки
- 2006 - Второе дыхание 3 ("Саркофаг", "Романтик")
- 2007 - Славянский Рок ("Під вербою")
- 2008 - Вся Рок-Украина ("Під вербою")
- 2008 - Трек-лист Made-In-Дырпень ("Під вербою", "Романтик")
- 2010 - Євшанзілля 4 ("Під вербою")
- 2011 - Славське Rock  ("Там, на полонині")

## ЗМІ
- Урядовий кур'єр, 3 жовтня 2014 р. - Терапія для поранених душ
- Київський рок клуб, 31 серпня 2014 р. - ОГН Ренесанс: «Ми даруємо любов кожному нашому слухачу!» (Інтерв'ю)
- Київський рок клуб, 26 жовтня 2012 р. - МузНяшки: Ренесанс (Інтерв'ю)
- Рідіо МедіаНяня, 16 жовтня 2012 р. - МузНяшки: "Ренессанс"
- Телеканал СІТІ, передача "Неформат", ведучий Олександр Єгоров, 9 листопада 2011 р.
- Молодий буковинець, 26 серпня 2011 р. - "Ренесанс" українського року
- Український рок-портал ROCK-UA.COM, 11 серпня 2011 р. - Потяг до б’ютіфул Карпат
- Український рок-портал ROCK-UA.COM, 23 січня 2011 р. - Конкурс для найталановитішої молоді України!
- Український рок-портал ROCK-UA.COM, 17 березня 2010 р. - Рок-концерт «Жінкам присвячується»
- Славянский рок-форум www.Rock-Forum.Info, 30 грудня 2009 р. - Интервью у группы "Ренесанс"
- Юная Киска и Старый Пес. Колонка редактора, 30 квітня 2009 р. - Сергій Попруга. Я люблю людей.
- Бучанський незалежний міський Інтернет портал, 8 вересня 2007 р. - Слов’янський Рок на Дикому Заході
- Бучанський незалежний міський Інтернет портал, 2 березня 2007 р. - Ренесанс: Московські канікули
- Бучанський незалежний міський Інтернет портал, 16 листопада 2006 р. - Група "Ренесанс" звітує: "Слов'янський Рок", 1 тур
- Бучанський незалежний міський Інтернет портал, 27 жовтня 2006 року - Репортаж з фестивалю "Слов'янський рок"
- Бучанський незалежний міський Інтернет портал, 10 липня 2006 р. - Харків - "Музичний острів" - Фінал
- Молодіжна газета Вінниччини, 16 листопада 2005 р. - 400 гривень зібрали на благодіному рокфесті "МузЕнтропія". На ці кошти куплять тренажер для молоді на візках[недоступне посилання з липня 2019]